# Ngày tưởng niệm của Người lao động

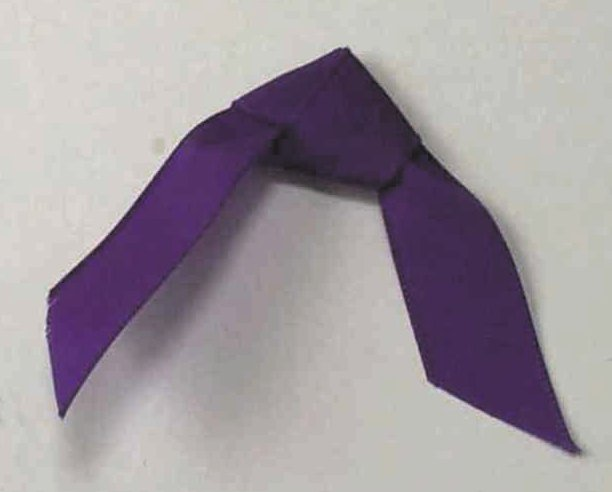
Ru-băng ngày tưởng niệm

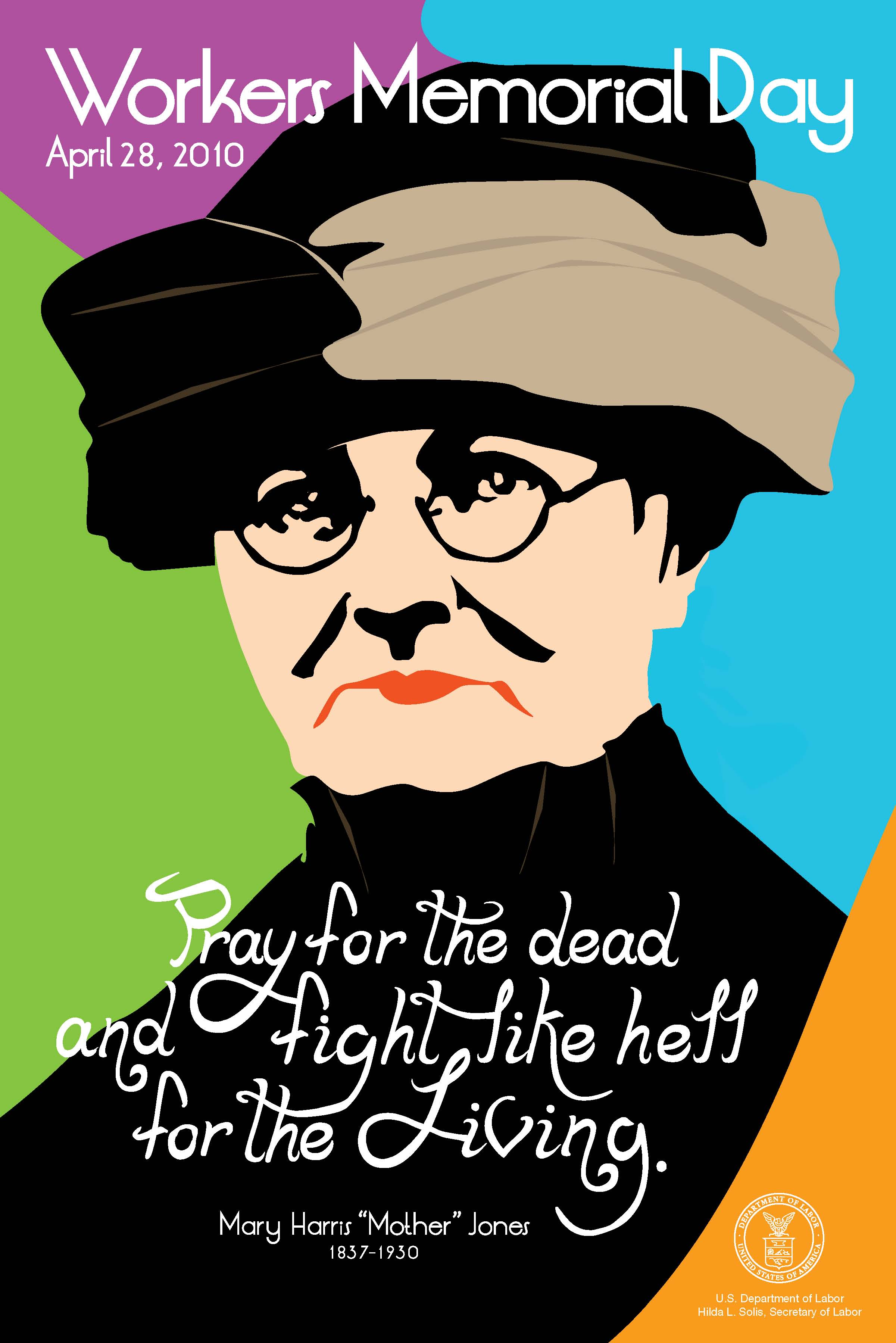
Bích chương ngày tưởng niệm năm 2010 với hình và câu nói của lãnh tụ công đoàn Mỹ Mary Harris Jones: "Cầu nguyện cho người chết và chiến đấu hết sức cho người còn sống"

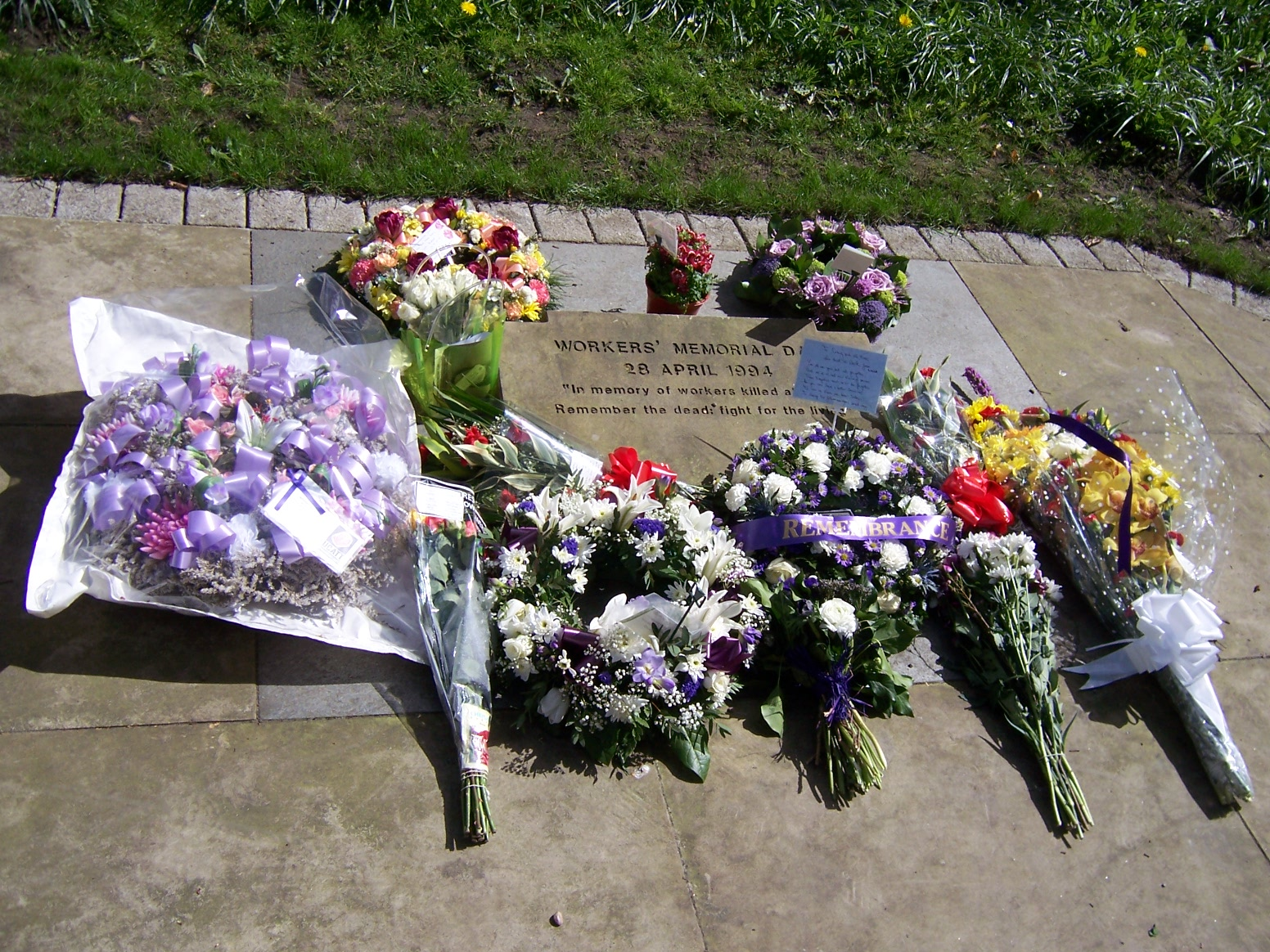
Tưởng niệm người lao động tử vong tại Manchester, Anh

Ngày tưởng niệm của Người lao động (tiếng Anh: Workers' Memorial Day), hoặc Ngày tưởng niệm Công nhân Quốc tế (International Workers' Memorial Day), Lễ Truy niệm Quốc tế (International Commemoration Day),  là một ngày tưởng nhớ quốc tế dành cho người làm công ăn lương, những người lao động đã bị giết, bị tàn phế hoặc bị thương, bị bệnh vì liên quan đến công việc làm. Ngày kỷ niệm này diễn ra hàng năm vào ngày 28 tháng 4 tại nhiều quốc gia.
Năm 1970, Liên đoàn Lao động và Hiệp hội của các tổ chức công nghiệp Hoa Kỳ (American Federation of Labor and Congress of Industrial Organizations AFL-CIO) tuyên bố ngày 28 tháng 4 là Ngày tưởng niệm của Người lao động (tiếng Anh: Workers' Memorial Day).
Năm 1996, Liên đoàn Quốc tế của các Công đoàn độc lập (International Confederation of Free Trade Unions - ICFTU) mà sau này là Tổng liên đoàn Lao động Quốc tế (International Trade Union Confederation ITUC) đã tiếp nhận ngày tưởng niệm này và khuyến cáo các tổ chức thành viên cùng kỷ niệm.
Năm 2001 Tổ chức Lao động Quốc tế, cơ quan đặc biệt của Liên Hợp Quốc cũng đã công nhận ngày này, nhưng dưới tên "Ngày Thế giới về An toàn và Sức khỏe tại nơi làm việc" (World Day for Safety and Health at Work) nhằm tập trung về an toàn lao động và nâng cao nhận thức về tầm mức và hậu quả của tai nạn lao động cũng như bệnh liên quan đến nghề nghiệp; để đặt việc bảo hộ lao động và y tế (ATVSLĐ) vào chương trình nghị sự quốc tế và quốc gia; để cung cấp hỗ trợ cho các nỗ lực quốc gia nhằm cải thiện các hệ thống quốc gia về an toàn lao động và các chương trình phù hợp với các tiêu chuẩn lao động quốc tế có liên quan.
Khẩu hiệu thường được dùng trong ngày tưởng niệm là "Tưởng nhớ người đã chết và đấu tranh cho người còn sống" (Remember the dead – Fight for the living).

## Ý nghĩa và mục đích
Ngày tưởng niệm của Người lao động được tạo dựng với ý nghĩa tranh thủ sự chú ý công cộng tới những cái chết, những trường hợp bị thương và bệnh tật liên quan đến công việc làm, cũng như nhắc nhở việc tránh những tai nạn lao động và bệnh nghề nghiệp. Ngoài ra, để thúc đẩy chiến dịch của các công đoàn và các cách tiếp cận trong việc đấu tranh để cải thiện sức khỏe và an toàn lao động và bảo hộ lao động. Khẩu hiệu được dùng trong ngày tưởng niệm: "Tưởng nhớ người đã chết và đấu tranh cho người còn sống" (Remember the dead – Fight for the living). Mặc dù ngày 28 tháng 4 chủ yếu là một ngày tưởng nhớ và đoàn kết quốc tế, trong ngày này hành động cụ thể đã được khởi xướng và thực hiện để cải thiện an toàn lao động hoặc kết nối với các chiến dịch tương ứng tiếp tục trong suốt cả năm trên toàn thế giới.
Hiện nay, Ngày tưởng niệm của Người lao động được tổ chức khắp thế giới. Chẳng hạn như các chiến dịch giáo dục về nhận thức tại nơi làm việc, các sự kiện công cộng bao gồm các bài phát biểu, các dịch vụ tôn giáo đa tín ngưỡng, đặt vòng hoa và trồng cây tưởng niệm, thả bóng bay, đặt những đôi giày trống, phút im lặng truy niệm...., cũng như xây dựng các đài tưởng niệm, tổ chức các cuộc mít-tinh, biểu tình, và cả những hành động đơn lẻ tại nơi làm việc như các cuộc đình công. Theo Tổng liên đoàn Lao động Quốc tế ITUC khoảng 14 triệu người đã tham gia trong năm 2009 tại hơn 100 quốc gia với trên 10.000 sự kiện và hoạt động.

## Nguồn gốc và thực hiện

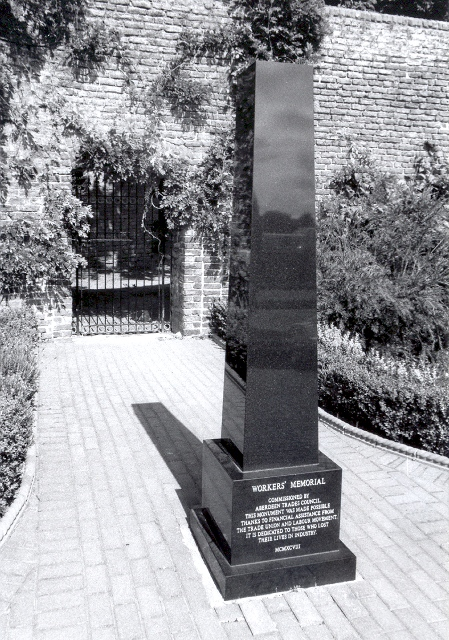
Đài tưởng niệm Người lao động tại Aberdeen, Scotland với hàng chữ: "Được ủy quyền bởi Hội đồng giao dịch thương mại Aberdeen, di tích này đã được thực hiện nhờ đến sự hỗ trợ tài chính từ các công đoàn và phong trào lao động. Nó là dành riêng cho những người bị mất cuộc sống của họ trong ngành công nghiệp. MCMXCVIII" (1998)

## Hình ảnh

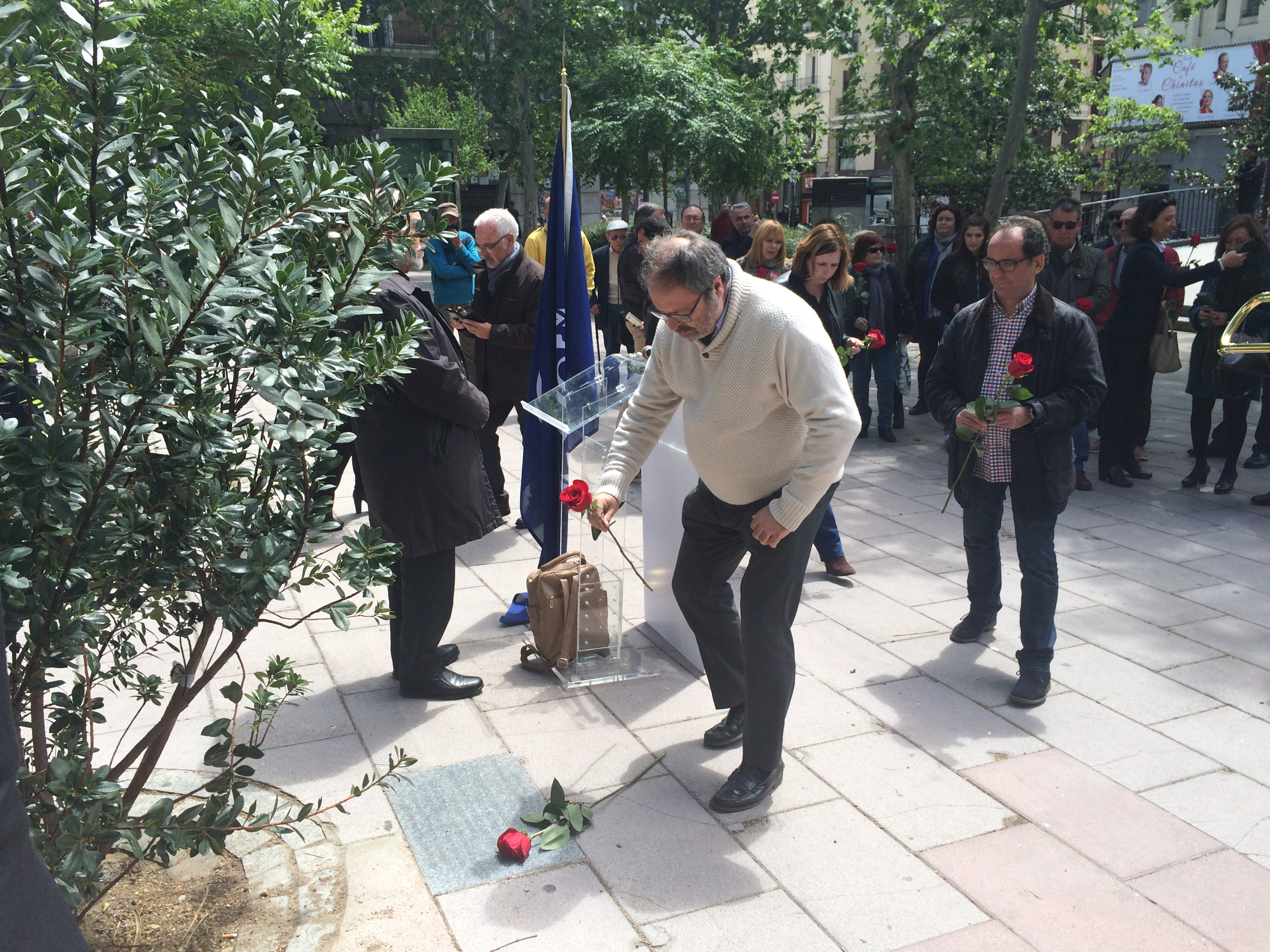
Đặt hoa hồng tưởng niệm nạn nhân của tai nạn lao động và bệnh nghề nghiệp năm 2017 tại Madrid, Tây Ban Nha
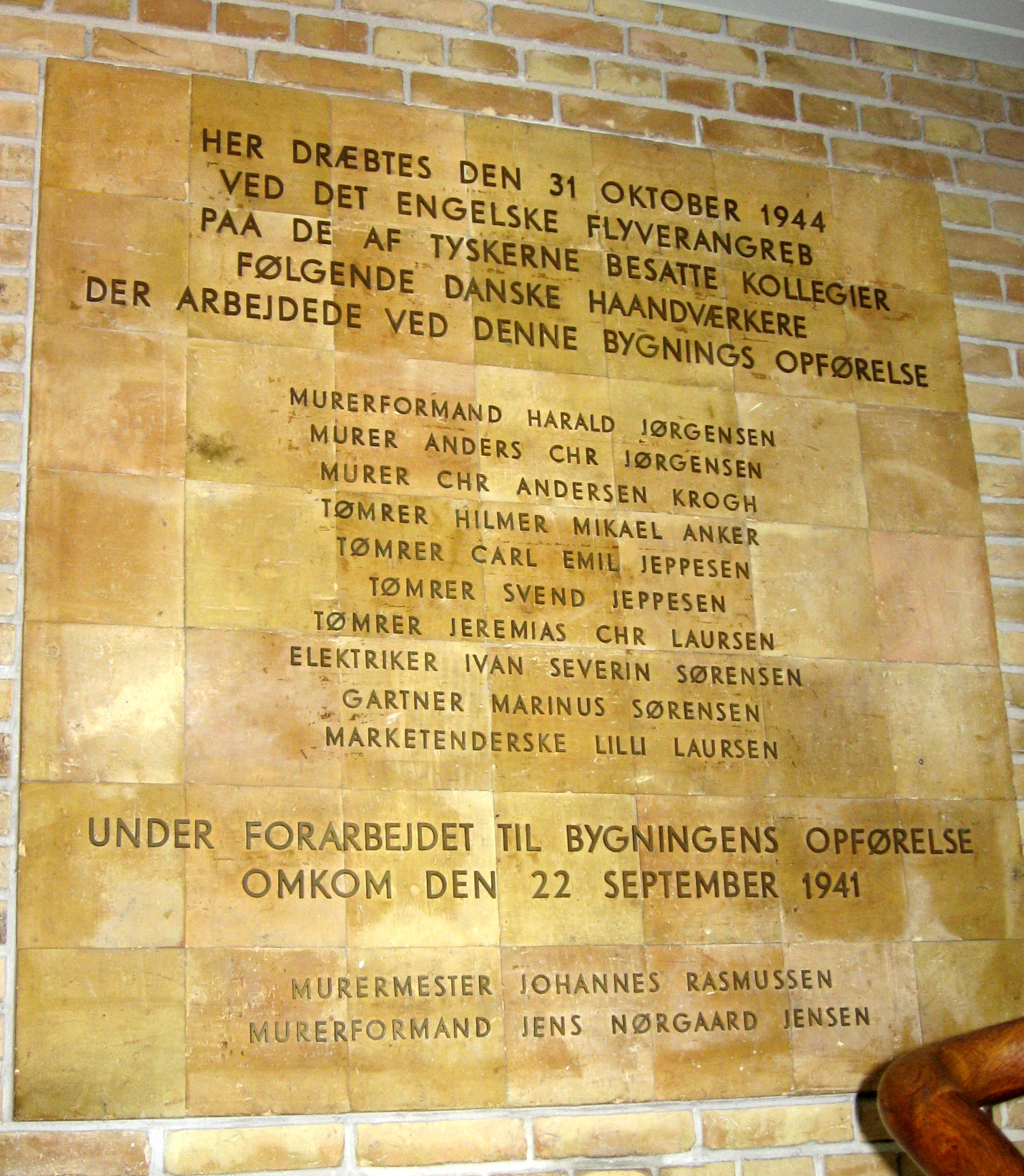
Đài tưởng niệm cho công nhân thiệt mạng trong một vụ đánh bom Thế chiến II của Đại học Aarhus Universitet tại Århus, Đan Mạch.
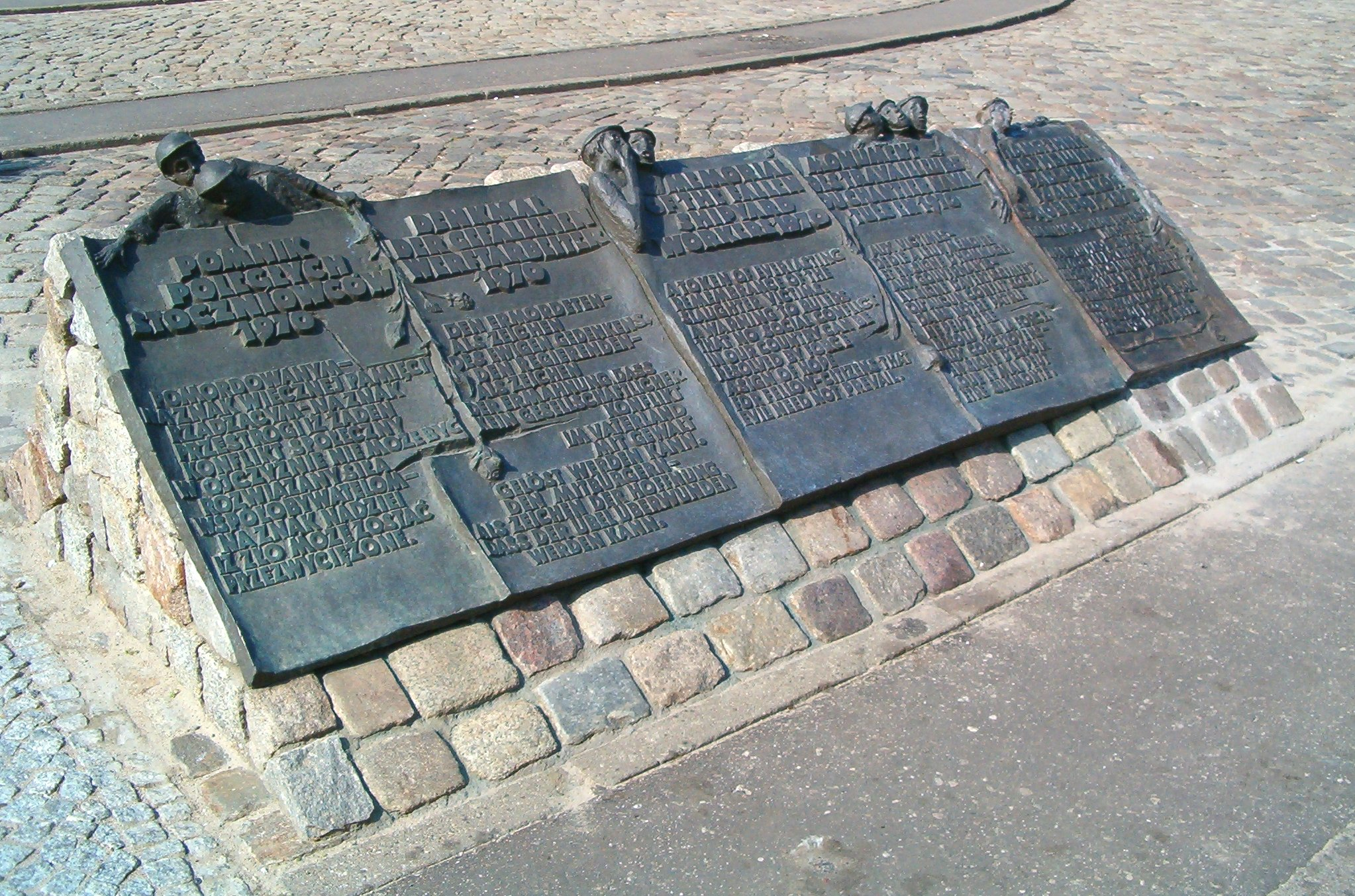
Tưởng niệm công nhân tử vong năm 1970 tại Nhà máy đóng tàu Gdansk, Ba Lan.
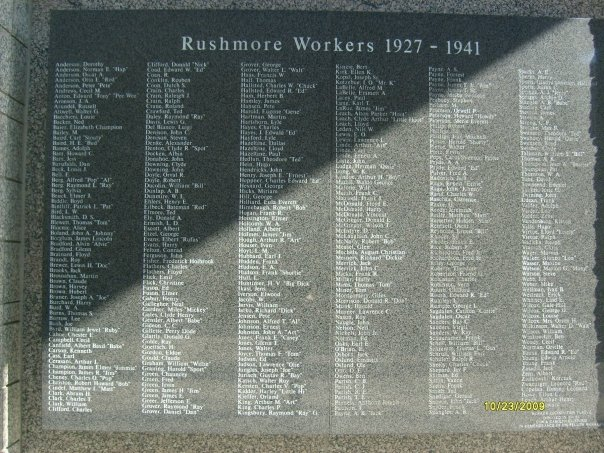
tưởng niệm công nhân tại núi Rushmore
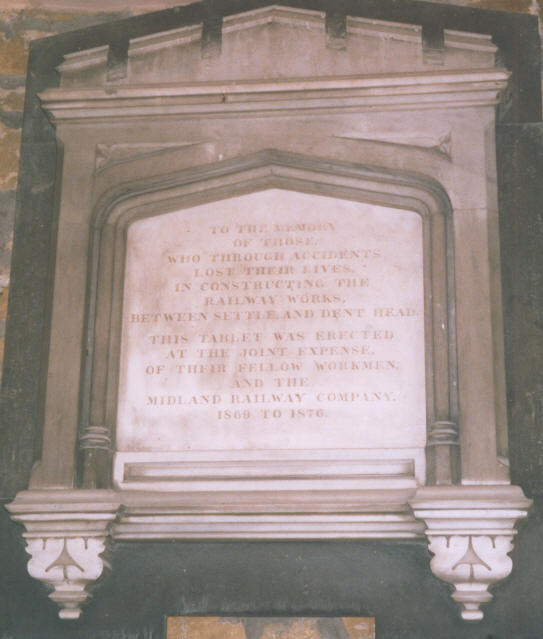
Tưởng niệm công nhân ngành tàu lửa tại North Yorkshire, Anh
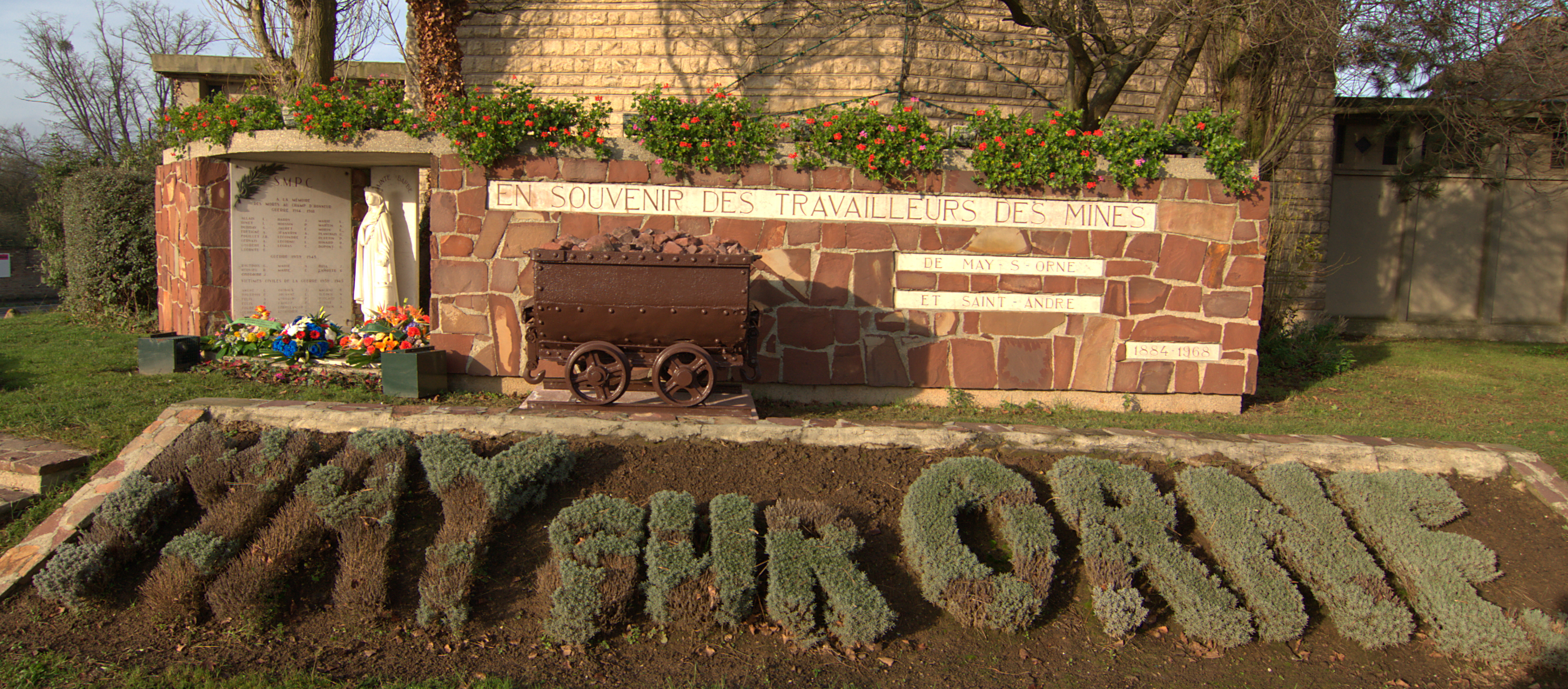
Tưởng niệm công nhân ngành mỏ tại May-sur-Orne, Pháp
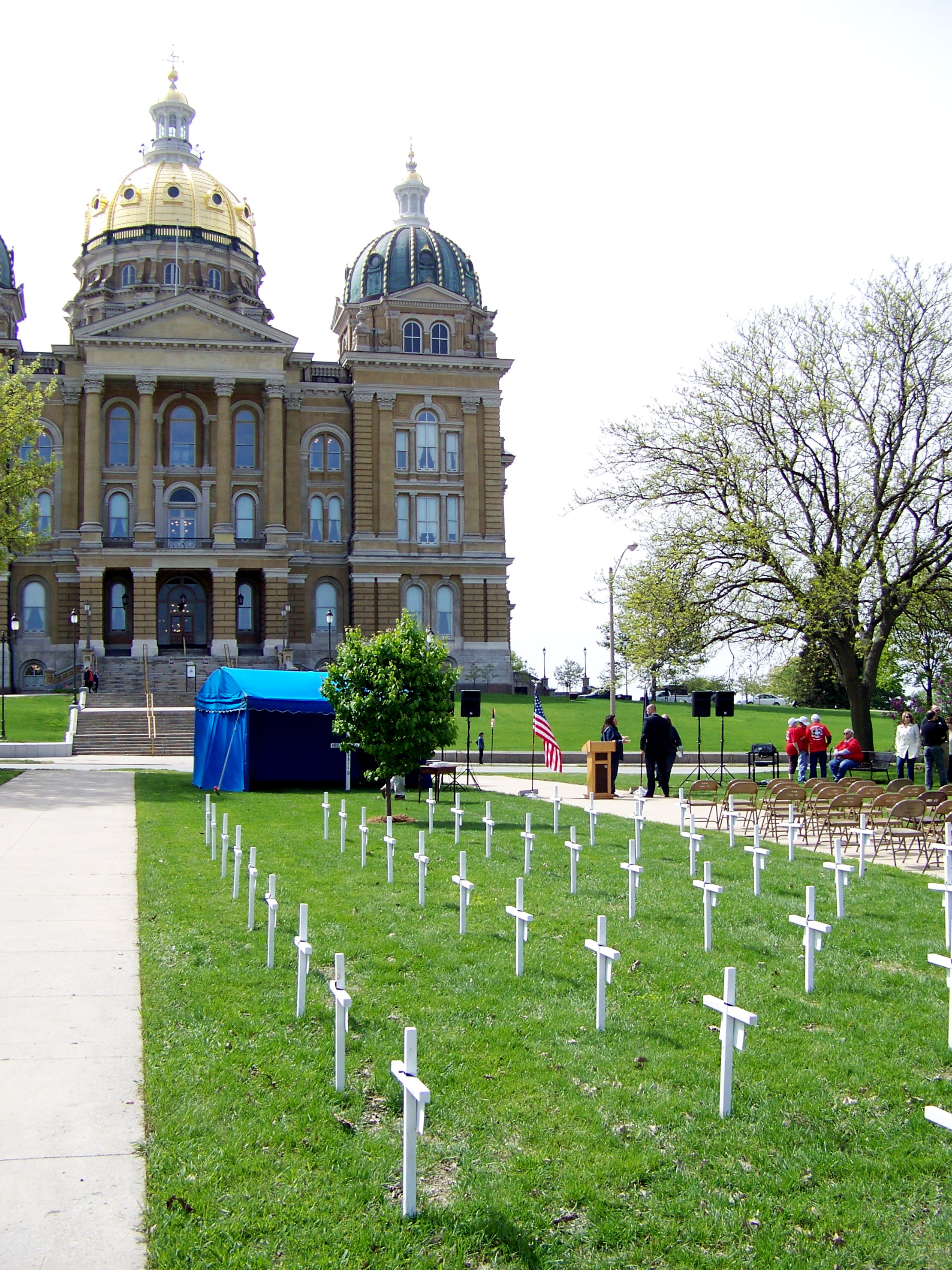
Đặt thập giá tưởng nhớ người tử vong vào Ngày tưởng niệm của Người lao động năm 2007 tại Iowa, Mỹ